# Lennie James
Lennie James, född 11 oktober 1965 i Nottingham, England, är en brittisk skådespelare och manusförfattare. Han är troligtvis mest känd för sin roll som Robert Hawkins i Jericho och Morgan Jones i The Walking Dead och Fear the Walking Dead.

## Biografi

### Uppväxt
James föddes i Nottingham men växte upp i London. Hans föräldrar kommer från Trinidad & Tobago. Han växte upp i södra London och gick på skolan Ernest Bevin College.
James mamma, Phyllis Mary James, dog när han var 10, varefter han och hans bror, Kester James, valde att bo i ett barnhem i London i stället för att skickas till USA för att bo tillsammans med en släkting. Lennie bodde kvar i fosterhemmet i åtta år.
Han strävade efter att bli en professionell rugbyspelare som tonåring, och introducerades till skådespeleri efter att ha följt med en tjej som han var intresserad av till en audition för en pjäs. Han var en gång anställd av den brittiska regeringens försäkringskassa.

### Karriär
James tog examen från Guildhall School of Music and Drama 1988. Han har idag medverkat i över 20 filmer, bland andra Les Misérables (1998), Snatch (2000), 24 Hour Party People (2002), Sahara (2005), och Outlaw (2007), Colombiana (2011) och sci-fi-filmen Lockout (2012). 
På TV dök James i det kortlivade fängelsedramat Buried på Channel 4 (2003), terrorismdramat The State Within (2006) och spiondramat Spooks på BBC (2002-2011).  Han spelade också rollen som Robert Hawkins i CBS postapokalyptiska dramaserie Jericho (2006-2008), och dök upp i ett annat TV-drama på Channel 4 som hette Fallout (2008), där han spelade rollen som en detektiv, som tillsammans med en annan detektiv ska lösa ett mord. Han sågs också i ett avsnitt av Lie to Me, liksom AMC/ITV:s miniserie The Prisoner (som sändes i november 2009). Han medverkade i HBO:s komediserie Hung som en hallick.  
År 2010 han gästspelade James som Morgan Jones i pilotavsnittet av AMC-serien The Walking Dead, betitlat "Days Gone Bye". År 2013 repriserade han sin roll som Morgan Jones i ett avsnitt av den tredje säsongen med titeln "Clear", och show runnern Scott Gimple sade att Morgan inte kommer att vara med igen förrän efter den fjärde säsongen, men han är tänkt att återvända någon gång längre fram. I säsong fem gästspelade Jones i några avsnitt, och fick en återkommande roll i säsong 6. 

### Privatliv
James har tre döttrar (Romy, Celine och Georgien) med Giselle Glasman, hans partner sedan många år tillbaka. Han är hushållets kock och har en förkärlek för det karibiska köket. Han är ett fan av Tottenham Hotspur FC.

## Filmografi

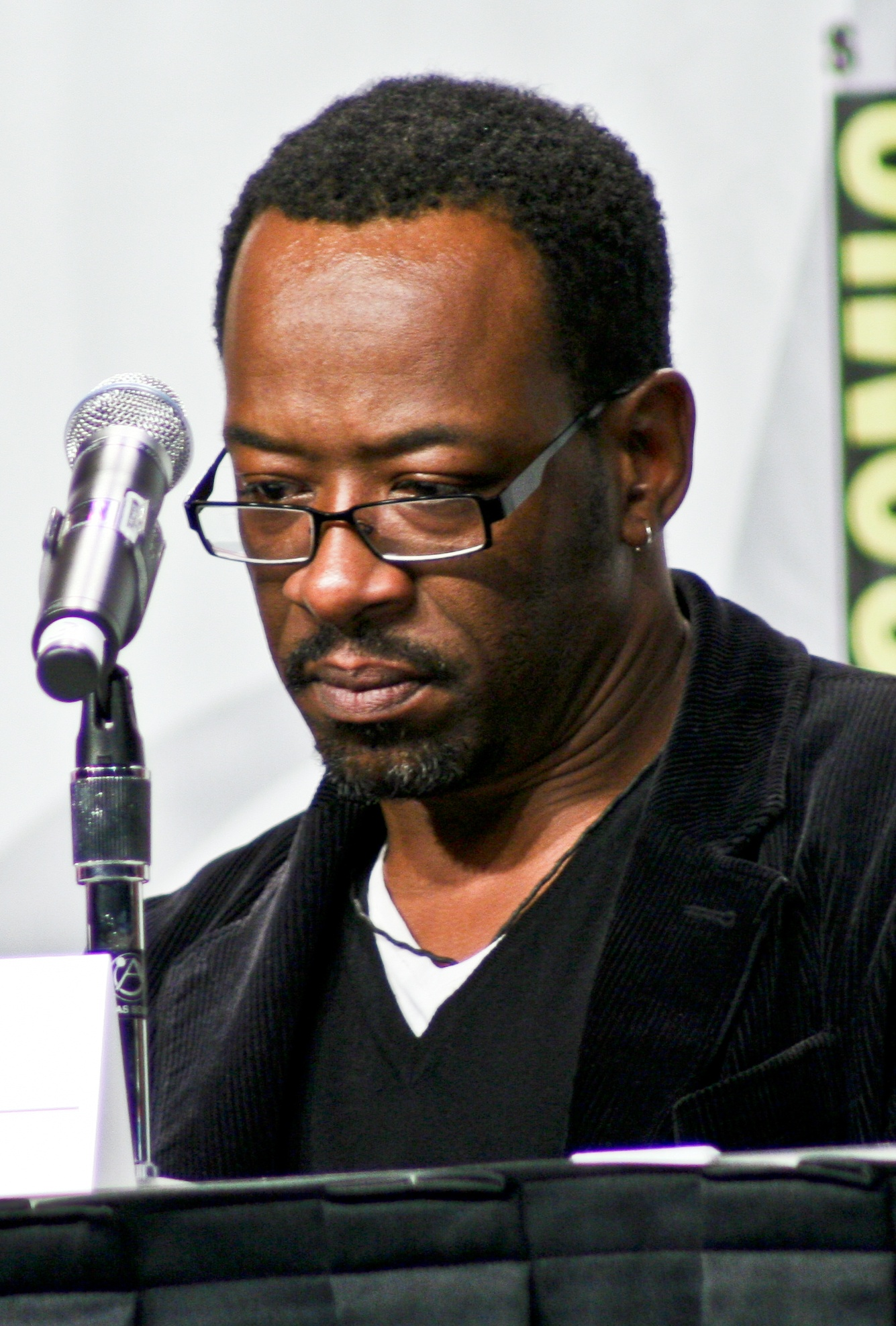
Lennie James 2008

### Filmer
| År   | Titel                           | Roll                            | Notering                                                           |
| ---- | ------------------------------- | ------------------------------- | ------------------------------------------------------------------ |
| 1993 | Comics                          | Delroy Smith                    | TV-film                                                            |
| 1995 | Fathers, Sons and Unholy Ghosts | Martin                          | Kortfilm                                                           |
| 1997 | The Perfect Blue                | Danny                           |                                                                    |
| 1998 | Lost in Space                   | Jeb Walker                      |                                                                    |
| 1998 | Les Misérables                  | Enjolras                        |                                                                    |
| 1998 | Among Giants                    | Shovel                          |                                                                    |
| 1999 | Elephant Juice                  | Graham                          |                                                                    |
| 1999 | Shockers: Deja Vu               | Mark                            | TV-film                                                            |
| 2000 | Storm Damage                    | Bonaface                        | TV-film Manusförfattare Nominerad – BAFTA TV Award för bästa drama |
| 2000 | The Announcement                | Richard                         |                                                                    |
| 2000 | Miraklernas man                 | Tribune                         | Röst                                                               |
| 2000 | Snatch                          | Sol                             |                                                                    |
| 2001 | Lucky Break                     | Rudy "Rud" Guscott Hardy i snön |                                                                    |
| 2001 | The Martins                     | Poliskonstapel Alex             |                                                                    |
| 2002 | 24 Hour Party People            | Alan Erasmus                    |                                                                    |
| 2003 | Without You                     | James                           | Kortfilm                                                           |
| 2004 | Stealing Lives                  | Berättare                       | TV-film                                                            |
| 2004 | Frances Tuesday                 | Trent                           |                                                                    |
| 2005 | Born with Two Mothers           | Errol Bridges                   | TV-film                                                            |
| 2005 | Sahara                          | Brigadier General Zateb Kazim   |                                                                    |
| 2006 | The Family Man                  | Paul Jessop                     | TV-film                                                            |
| 2007 | Outlaw                          | Cedric Munroe                   |                                                                    |
| 2008 | Fallout                         | DS Joe Stephens                 | TV-film                                                            |
| 2009 | U.S. Attorney                   | Eric King                       | TV-film                                                            |
| 2010 | Mob Rules                       | C-Note                          | Method Fest Award för bästa ensemble                               |
| 2010 | The Next Three Days             | Lieutenant Nabulsi              |                                                                    |
| 2011 | Colombiana                      | Special Agent James Ross        |                                                                    |
| 2012 | Lockout                         | Harry Shaw                      |                                                                    |
| 2014 | Swelter                         | Biskop                          |                                                                    |
| 2014 | Get on Up                       | Joseph "Joe" James              |                                                                    |
| 2017 | Blade Runner 2049               | Mister Cotton                   |                                                                    |

### TV-serier
| År        | Titel                    | Roll                 | Notering                                           |
| --------- | ------------------------ | -------------------- | -------------------------------------------------- |
| 1988      | Screenplay               |                      | Manusförfattare Avsnitt: "Between the Craks        |
| 1990      | The Bill                 |                      | Manusförfattare Avsnitt: "Burnside Knew My Father" |
| 1991      | The Orchid House         | Döpare               | 3 avsnitt                                          |
| 1992      | Civvies                  | Cliff Morgan         | 6 avsnitt                                          |
| 1994      | Ett fall för Frost       | DC Carl Tanner       | Avsnitt: "A Minority of One"                       |
| 1994      | Love Hurts               | Steve                | Avsnitt: "Parent Trap"                             |
| 1995–1996 | Out of the Blue          | D.C. Bruce Hannaford | 12 avsnitt                                         |
| 1998      | Kalla fötter             | Kris Bumstead        | 3 avsnitt                                          |
| 1998      | Undercover Heart         | Matt Lomas           | 5 avsnitt                                          |
| 2003      | Buried                   | Lee Kingley          | 8 avsnitt                                          |
| 2004      | Family Business          | Roy Tobelem          | Avsnitt: "#1.1"                                    |
| 2005      | ShakespeaRe-Told         | Oberon               | Avsnitt: "A Midsummer Night's Dream"               |
| 2006–2008 | Jericho                  | Robert Hawkins       | 30 avsnitt                                         |
| 2006      | Spooks                   | David Newman         | Avsnitt: "Agenda"                                  |
| 2006      | The State Within         | Luke Gardner         | 4 avsnitt                                          |
| 2009      | Lie to Me                | Terry "Tel" Marsh    | Avsnitt: "Grievous Bodily Harm"                    |
| 2009      | Three Rivers             | Dr. Maguire          | Avsnitt: "Alone Together"                          |
| 2009      | The Prisoner             | 147                  | 6 avsnitt                                          |
| 2010      | Human Target             | Baptiste             | 3 avsnitt                                          |
| 2010–2011 | Hung                     | Charlie              | 14 avsnitt                                         |
| 2010-2018 | The Walking Dead         | Morgan Jones         | 34 avsnitt                                         |
| 2012      | Line of Duty             | DCI Tony Gates       | 5 avsnitt                                          |
| 2013      | Low Winter Sun           | Joe Geddes           | 13 avsnitt                                         |
| 2013      | Run                      | Richard              | 2 avsnitt                                          |
| 2015      | Critical                 | Glen Boyle           | 13 avsnitt                                         |
| 2017      | The Met: Policing London | Narrator             | 5 avsnitt                                          |
| 2018      | Save Me                  | Nelly                | 6 avsnitt                                          |
| 2018-     | Fear the Walking Dead    | Morgan Jones         | Huvudkaraktär                                      |

### Datorspel
| År   | Titel   | Roll       | Notering |
| ---- | ------- | ---------- | -------- |
| 2014 | Destiny | Lord Shaxx |          |

### Pjäser
| År   | Titel                     | Roll | Notering        |
| ---- | ------------------------- | ---- | --------------- |
| 2004 | The Sons of Charlie Paora |      | Manusförfattare |